# Nicolas Leutwiler

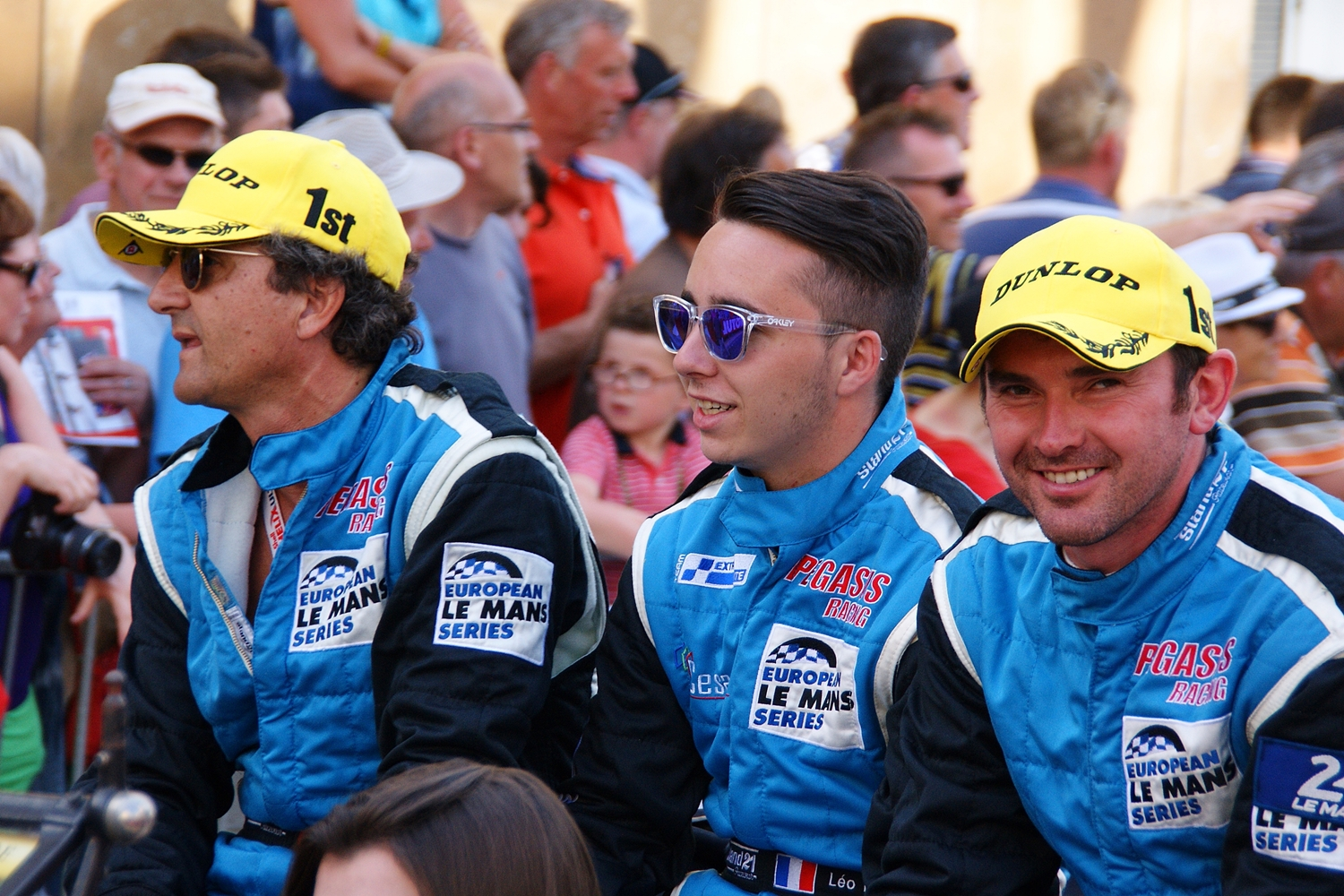
Nicolas Leutwiler (links) 2014 in Le Mans

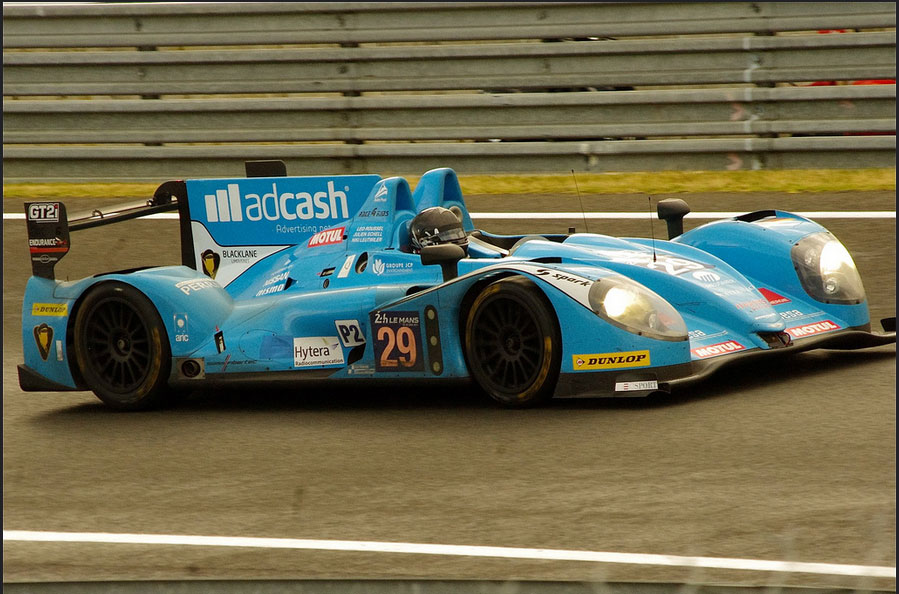
Der Morgan LMP2 von Julien Schell, Léo Roussel und Nicolas Leutwiler beim 24-Stunden-Rennen von Le Mans 2014

Nicolas „Niki“ Leutwiler (* 2. November 1960 in Fribourg) ist ein Schweizer Automobilrennfahrer.

## Karriere
Nicolas Leutwiler begann seine Motorsportkarriere in den 1980er Jahren. 1988 fuhr er eine Saison im Porsche-Markenpokal Porsche 944 Turbo Cup und belegte am Ende den siebten Rang in der Gesamtwertung.
Im folgenden Jahr startete er in der Lights-Klasse der IMSA-GTP-Serie. Zu Beginn der Saison ging er für das kanadische Team Bieri Racing mit einem Tiga GT286 an den Start und ab Mitte des Jahres fuhr er mit einem Spice SE86CL für das US-amerikanische Team Huffaker Racing. Die Saisonwertung schloss er mit dem achten Platz und der IMSA-Auszeichnung Rookie of the Year 1989 ab.
1990 trat er wieder in Europa im Porsche Carrera Cup Deutschland an. Die Saison beendete er mit einem Sieg im Rennen auf der AVUS und dem 10. Gesamtrang. Im selben Jahr startete er mit Georg Memminger auf einem Porsche 911 Carrera (Typ 964) beim 24-Stunden-Rennen von Spa-Francorchamps und wurde Neunter.
1993 und 1994 fuhr er beim 12-Stunden-Rennen von Bathurst mit einem Porsche 968 CS. Im zweiten Jahr beendete er mit seinen Fahrerkollegen das Rennen auf dem zweiten Platz. In der Gesamtwertung der Australischen Super-Produktionswagen-Meisterschaft erreichte er 1994 den sechsten Platz.
Nach einer mehrjährigen Pause pilotierte er 2002 zusammen mit Georg Silbermayr und Dieter Schornstein einen Porsche 911 GT3 (Typ 996) beim 24-Stunden-Rennen auf dem Nürburgring auf den vierten Gesamtplatz und dem dritten Platz in der A7-Wertung.
2005 fuhr er für das Team JP Racing einen Porsche 911 GT3 RS (Typ 996) drei Rennen in der GT2-Wertung der Le Mans Endurance Series (LMES). 2014 startete er nochmals mit einem Morgan LMP2 und 2016 mit einem Oreca 03 R in der nun European Le Mans Series (ELMS) genannten Rennserie. 2016 erzielte er einen zehnten Platz in der Gesamtwertung.
Leutwiler trat 2012 und 2013 in der Speed EuroSeries für CN-Prototypen-Rennsportwagen an. Im ersten Jahr wurde er Elfter in der Gesamtwertung und im zweiten Jahr gewann er mit einem Ligier JS53 für das Team Pegasus Racing den Europameistertitel.
In der Saison 2015/16 ging er für das Team Race Performance in der Asian Le Mans Series an den Start. Nach zwei Rennsiegen, einem zweiten und einem dritten Platz mit einem Oreca 03 R gewann er den Meistertitel. Parallel dazu ging er 2015 im KTM X-Bow-Markenpokal KTM X-BOW BATTLE an den Start und gewann die Meisterschaft.
2017 wechselte er wieder in den GT-Motorsport zurück und trat von 2017 bis 2019 mit einem Porsche Cayman GT4 Clubsport MR in der GT4 European Serie an. Sein bestes Resultat in der Rennserie, einen siebten Platz in der Pro-Am-Wertung, erzielte er 2017 mit dem Team TFT Racing/Porsche Zentrum Oberer Zürichsee im französischen GT4 European Series Southern Cup.
2019 fuhr er mit einem Porsche 911 GT3 Cup (Typ 991) im GT Open Cup. Ein Jahr später trat er mit einem Porsche 911 GT3-R in der International GT Open an und wurde Dritter in der Gesamtwertung. Parallel dazu startete er im Michelin Le Mans Cup und wurde zum Saisonende Vierter.
Nicolas Leutwiler ging zweimal beim 24-Stunden-Rennen von Le Mans mit LMP2-Rennwagen an den Start. Beim ersten Start 2014 wurde er 18. und 2016 beendete er das Rennen auf dem 44. Rang.

## Statistik

### Le-Mans-Ergebnisse
| Jahr | Team             | Fahrzeug           | Teamkollege     | Teamkollege    | Platzierung | Ausfallgrund |
| ---- | ---------------- | ------------------ | --------------- | -------------- | ----------- | ------------ |
| 2014 | Pegasus Racing   | Morgan LMP2        | Julien Schell   | Léo Roussel    | Rang 18     |              |
| 2016 | Race Performance | Oreca 03R          | James Winslow   | Shinji Nakano  | Rang 44     |              |
| 2022 | Team Project 1   | Porsche 911 RSR-19 | Mikkel Pedersen | Matteo Cairoli | Ausfall     | Motorschaden |

### Einzelergebnisse in der FIA-Langstrecken-Weltmeisterschaft
| Saison | Team             | Rennwagen       | 1   | 2   | 3   | 4   | 5   | 6   | 7   | 8   | 9   |
| ------ | ---------------- | --------------- | --- | --- | --- | --- | --- | --- | --- | --- | --- |
| 2014   | Pegasus Racing   | Morgan LMP2     | SIL | SPA | LEM | AUS | FUJ | SHA | BAH | SAO |     |
| 2014   | Pegasus Racing   | Morgan LMP2     | 18  |     |     |     |     |     |     |     |     |
| 2016   | Race Performance | Oreca 03        | SIL | SPA | LEM | NÜR | MEX | AUS | FUJ | SHA | BAH |
| 2016   | Race Performance | Oreca 03        | 44  |     |     |     |     |     |     |     |     |
| 2022   | Projekt 1        | Porsche 911 RSR | SEB | SPA | LEM | MON | FUJ | BAH |     |     |     |
| 2022   | Projekt 1        | Porsche 911 RSR | DNF | 25  | DNF | 24  | 28  | 23  |     |     |     |